# Liste der Baudenkmäler in Attenhofen
Auf dieser Seite sind die Baudenkmäler in der niederbayerischen Gemeinde Attenhofen zusammengestellt. Diese Tabelle ist eine Teilliste der Liste der Baudenkmäler in Bayern. Grundlage ist die Bayerische Denkmalliste, die auf Basis des Bayerischen Denkmalschutzgesetzes vom 1. Oktober 1973 erstmals erstellt wurde und seither durch das Bayerische Landesamt für Denkmalpflege geführt wird. Die folgenden Angaben ersetzen nicht die rechtsverbindliche Auskunft der Denkmalschutzbehörde.

## Baudenkmäler nach Ortsteilen

### Attenhofen
| Lage                                | Objekt                               | Beschreibung | Akten-Nr.             | Bild                 |
| ----------------------------------- | ------------------------------------ | --- | --------------------- | -------------------- |
| Pfarrer-Schmid-Straße 7 (Standort)  | Pfarrhof                             | Zweigeschossiger Steildachbau mit Schweifgiebel nach Süden, wohl 18. Jahrhundert Stallgebäude, eingeschossiger Satteldachbau mit segmentbogigen Öffnungen, wohl 1878                  | D-2-73-115-1 Wikidata | Pfarrhof             |
| Pfarrer-Schmid-Straße 20 (Standort) | Ehemaliges Schulhaus                 | Zweigeschossiger traufständiger Satteldachbau, mit Sohlbankgesims und Putzrahmungen, Ende 19. Jahrhundert                                                                             | D-2-73-115-2 Wikidata | Ehemaliges Schulhaus |
| Pfarrer-Schmid-Straße 22 (Standort) | Katholische Pfarrkirche St. Nikolaus | Nach Süden gerichtete Saalkirche mit Satteldach und eingezogenem, halbrund geschlossenem Chor, Nordturm mit Glockenhaube, 1758/59, Turmuntergeschoss mittelalterlich; mit Ausstattung | D-2-73-115-3 Wikidata | weitere Bilder       |

### Pötzmes
| Lage                             | Objekt                            | Beschreibung | Akten-Nr.             | Bild           |
| -------------------------------- | --------------------------------- | --- | --------------------- | -------------- |
| Sankt-Georg-Straße 16 (Standort) | Katholische Pfarrkirche St. Georg | Saalkirche mit Satteldach und eingezogenem Kastenchor, Chorturm mit Steildach und Blendfenstern, zum Teil sichtbares Bruchsteinmauerwerk, im Kern romanisch, 1729–39 barockisiert; mit Ausstattung | D-2-73-115-5 Wikidata | weitere Bilder |

### Rachertshofen
| Lage                        | Objekt                          | Beschreibung | Akten-Nr.             | Bild           |
| --------------------------- | ------------------------------- | --- | --------------------- | -------------- |
| Rachertshofen 10 (Standort) | Katholische Kapelle St. Andreas | Saalbau mit Steildach, Chor dreiseitig geschlossen, turmartiger Giebelreiter mit Zwiebelhaube, 1730/31, Giebelreiter 1749 erneuert; mit Ausstattung | D-2-73-115-6 Wikidata | weitere Bilder |

### Rannertshofen
| Lage                       | Objekt                           | Beschreibung | Akten-Nr.             | Bild           |
| -------------------------- | -------------------------------- | --- | --------------------- | -------------- |
| Rannertshofen 7 (Standort) | Katholische Kirche St. Katharina | Saalkirche mit Steildach und eingezogenem Kastenchor, Chorturm mit Steildach, mit rundbogigen Blendfeldern, um 1200, barocker Ausbau im 18. Jahrhundert; mit Ausstattung | D-2-73-115-7 Wikidata | weitere Bilder |

### Seeb
| Lage                         | Objekt                                 | Beschreibung | Akten-Nr.             | Bild                                   |
| ---------------------------- | -------------------------------------- | --- | --------------------- | -------------------------------------- |
| Sankt-Simons-Feld (Standort) | Katholische Wallfahrtskirche St. Simon | Saalkirche mit Satteldach und eingezogenem, halbrund geschlossenem Chor, 1624/1625, mächtiger Giebelreiter mit Zwiebelhaube von 1730, barocker Ausbau 1741–46; mit Ausstattung | D-2-73-115-8 Wikidata | Katholische Wallfahrtskirche St. Simon |

### Walkertshofen
| Lage                           | Objekt | Beschreibung | Akten-Nr.              | Bild |
| ------------------------------ | --- | --- | ---------------------- | --- |
| Am Kirchberg 3 (Standort)      | Pfarrhof                                                                                                  | Zweigeschossiger Krüppelwalmbau, Blockbau auf Steinsockel, zum Teil verschindelt, 1794 Stallgebäude, langgestreckter eingeschossiger Greddachbau, wohl 19. Jahrhundert                                                                                               | D-2-73-115-11 Wikidata | weitere Bilder                                                                                            |
| Am Kirchberg 5 (Standort)      | Katholische Pfarrkirche St. Michael                                                                       | Saalkirche mit Satteldach und eingezogenem Kastenchor, hochaufragender Chorturm mit Zwiebelhaube und Laterne, 18. Jahrhundert, auf mittelalterlicher Grundlage, Langhaus 1892 verlängert; mit Ausstattung Teile der Friedhofsummauerung, Ziegel, 17./18. Jahrhundert | D-2-73-115-9 Wikidata  | weitere Bilder                                                                                            |
| Hauptstraße (Standort)         | Kriegerdenkmal für die Gefallenen beider Weltkriege, später mit Gefallenen des Zweiten Weltkriegs ergänzt | Quaderartiger Steinblock auf Stufenpostament, mit Reliefierung und Inschrifttafeln, Anfang 1920er Jahre | D-2-73-115-13 Wikidata | Kriegerdenkmal für die Gefallenen beider Weltkriege, später mit Gefallenen des Zweiten Weltkriegs ergänzt |
| Hauptstraße 3 (Standort)       | Bauernhaus                                                                                                | Erdgeschossiger Greddachbau, Giebelspitze mit Verbretterung, kleiner Vorbau mit Pultdach, 18. Jahrhundert | D-2-73-115-10 Wikidata | Bauernhaus                                                                                                |
| Spitzauer Straße 16 (Standort) | Bauernhaus                                                                                                | Erdgeschossiger Greddachbau, im Westen Stallteil mit segmentbogigem Tor, verputztes Ziegelmauerwerk, Mitte 19. Jahrhundert | D-2-73-115-12 Wikidata | Bauernhaus                                                                                                |

## Ehemalige Baudenkmäler
In diesem Abschnitt sind Objekte aufgeführt, die früher einmal in der Denkmalliste eingetragen waren, jetzt aber nicht mehr. Objekte, die in anderem Zusammenhang also z. B. als Teil eines Baudenkmals weiter eingetragen sind, sollen hier nicht aufgeführt werden. Aktennummern in diesem Abschnitt sind ehemalige, jetzt nicht mehr gültige Aktennummern.

| Lage                             | Objekt              | Beschreibung                                                                          | Akten-Nr.             | Bild |
| -------------------------------- | ------------------- | ------------------------------------------------------------------------------------- | --------------------- | ---- |
| Auerkofen Auerkofen 1 (Standort) | Ehemaliges Gasthaus | Zweigeschossiger traufständiger Steildachbau mit Putzrahmungen, Mitte 19. Jahrhundert | D-2-73-115-4 Wikidata | BW   |